# Culture de Fritzens-Sanzeno
La culture de Fritzens-Sanzeno (ou civilisation de Fritzens-Sanzeno) tire son nom des sites de Fritzens près d'Innsbruck (Tyrol, Autriche) et de Sanzeno (Trentin, Italie).
Cette culture est attestée au deuxième âge du fer (culture de La Tène) au cours des cinq derniers siècles av. J.-C. et a connu un développement similaire en Engadine et dans le Trentin-Haut-Adige.